# Ioxynil
Ioxynil is een organische verbinding met als brutoformule C7H3I2NO. De stof komt voor als een kleurloze en reukloze kristallen, die onoplosbaar zijn in water. Als fenol wordt de stof beter oplosbaar in water als de pH hoger wordt. Er wordt dan een fenolaat gevormd.
Ioxynil wordt gebruikt als herbicide. Handelsnamen van de stof zijn: Actril, Bentrol, Certol, Iotril en Toxynil.

## Toxicologie en veiligheid
De stof ontleedt bij verbranding met vorming van giftige dampen, onder andere stikstofoxiden, di-jood en cyaniden.
De stof is matig irriterend voor de ogen, de huid en de luchtwegen.